# Ahmet Hadžipašić
Ahmet Hadžipašić (* 1. Juni 1952 in Cazin; † 23. Juli 2008 in Zenica) war ein Politiker in Bosnien und Herzegowina. Er war vom 14. Februar 2003 bis März 2007 Regierungschef des Landesteiles Föderation Bosnien und Herzegowina und gehörte der Partei der Demokratischen Aktion (Stranka Demokratske Akcije) an.
Nach seinem Studium der Metallurgie in Zenica und Sarajevo begann er seine berufliche Laufbahn bei einem Metallurgieunternehmen in Zenica, dem ehemaligen Zentrum der Metallgewinnung im ehemaligen Jugoslawien, und wurde 1993 zum Direktor des Unternehmens ernannt. Er promovierte 1990 und wurde einige Jahre später ordentlicher Professor an der damals zur Universität Sarajevo gehörenden Maschinenbaufakultät in Zenica sowie an der Technischen Fakultät der Universität Bihać. 2003 wurde er vom Parlament der Föderation für eine vierjährige Amtszeit gewählt. In dieser Zeit war eine seiner wichtigsten Aktivitäten der im Jahr 2004 erfolgte Verkauf der Aktienmehrheit an BH Steel (Teil des ehemaligen Staatskombinats Željezara Zenica) an die Mittal Steel Company. 
Ahmet Hadžipašić war verheiratet und Vater dreier Töchter. Er starb am 23. Juli 2008 im Alter von 56 Jahren an einem Herzinfarkt.